# Hiatus (Geologie)

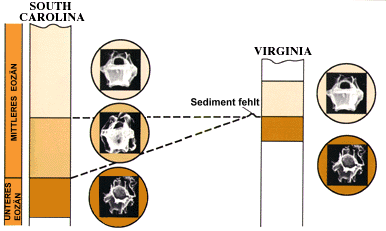
Die frühmitteleozäne Schichtlücke in der Gesteinsfolge im US-Bundesstaat Virginia wird durch das Fehlen des entsprechenden Leitfossils (eine einzellige Alge) erkennbar.

Ein Hiatus (lat.: hiatus ‚Öffnung‘, ‚Kluft‘) ist eine geologische Schichtlücke und damit ein Zeitabschnitt, der nicht durch entsprechende Sedimentgesteine überliefert ist. Diese zeitliche Lücke wird entweder durch Erosion bereits abgelagerter Schichten oder durch Nicht-Ablagerung (Omission) verursacht.
Im Gegensatz zu einem Diastem, das eine relativ kurze Lücke darstellt, enthält ein Hiatus geologisch lange Zeitintervalle. Die in der Schichtung steckenden Schichtlücken lassen sich sowohl durch sedimentologisch-lithostratigraphische Kriterien als auch durch biostratigraphische Kriterien wie etwa das Fehlen von Biozonen nachweisen. 
Der Begriff Hiatus ist in der Stratigraphie eng verknüpft mit dem der Diskordanz. Diskordanzen kennzeichnen jedoch die geometrische Beziehung von Schichtpakten, während der Begriff Hiatus einzig auf das (fehlende) zeitliche Intervall angewandt wird. 